# Mignerette
Mignerette – miejscowość i gmina we Francji, w Regionie Centralnym, w departamencie Loiret.
Według danych na rok 1990 gminę zamieszkiwało 247 osób, a gęstość zaludnienia wynosiła 40 osób/km² (wśród 1842 gmin Centre, Mignerette plasuje się na 893. miejscu pod względem liczby ludności, natomiast pod względem powierzchni na miejscu 1320.).